# Hovenia
Hovenia Thunb., 1781 è un genere di piante della famiglia delle Ramnacee.

## Tassonomia
Il genere Hovenia comprende le seguenti specie:
- Hovenia acerba Lindl.
- Hovenia dulcis Thunb.
- Hovenia tomentella (Makino) Nakai
- Hovenia trichocarpa Chun & Tsiang

### Sinonimi e binomi obsoleti
- Hovenia inaequalis  = H. dulcis
- Hovenia kiukiangensis  = H. acerba var. kiukiangensis
- Hovenia pubescens   = H. dulcis
- Hovenia robusta = H. trichocarpa var. robusta